# Leif Jonsson
Leif Sigvard Jonsson född den 15 november 1949, är en svensk musikforskare tidigare verksam vid Uppsala universitet, numera professor vid Institutt for musikk vid NTNU i Trondheim.